# Hugues C. Pernath
Hugues C. Pernath, pseudonyme de Hugo Wouters, est un poète belge d’expression néerlandaise né le 15 août 1931 à Borgerhout et mort dans cette même ville le 4 juin 1975.

## Vie et œuvre
Hugues C. Pernath fut successivement militaire de carrière, libraire puis comptable.
Il collabora aux revues Gard Sivik, dont il est l'un des cofondateurs, Het Cahier et Nieuw Vlaams Tijdschrift.
Il était membre de la société littéraire anversoise des Pink Poets.

## Distinctions
Hugues C. Pernath reçut le prix de l’Arche de la parole libre (Arkprijs van het Vrije Woord) en 1961 pour son recueil Het masker man. En 1974, son recueil Mijn tegenstem fut récompensé du prix Jan Campert.

## Œuvres

### Éditions originales
- 1958 – Het uur Marat
- 1960 – De adem ik
- 1960 – Het masker man
- 1961 – Soldatenbrieven (avec Paul Snoek)
- 1963 – Hedendaags
- 1963 – Instrumentarium voor een winter
- 1966 – Mijn gegeven woord
- 1970 – De acht hoofdzonden
- 1970 – Exodus
- 1973 – Mijn tegenstem

### Traductions françaises
- Comme un personnage perdu (choix de poèmes traduits par Jeanne Buytaert), Kofschip-Kring, Hilversum-Bruxelles-Paris, 1986

## Sources
- (nl) G.J. van Bork et P.J. Verkruijsse, « Pernath, Hugues C. » dans De Nederlandse en Vlaamse auteurs, Weesp, De Haan, 1985 [lire en ligne]